# Henry: Portrait of a Serial Killer
Henry: Portrait of a Serial Killer er en amerikansk gyserfilm fra 1986 (udgivet i 1990) instrueret og co-skrevet af John McNaughton. I hovedrollen ses Michael Rooker som den nomadiske morder Henry, Tom Towles som Otis, en fængselskammerat som Henry bor sammen med, og Tracy Arnold som Becky, Otis søster. Karakteren Henry og Otis er løst baseret på de virkelige seriemordere, Henry Lee Lucas og Ottis Toole.

## Handling
Henry er netop blevet løsladt fra fængslet. Han flytter ind hos vennen Ottis Toole og hans søster Becky. På overfladen, er Henry og Ottis to almindelige venner, der kan lide at drikke øl og se tv sammen. Men bag facaden skjuler der sig to psykopatiske seriemordere. Historien fortælles udelukkende set fra morderens synsvinkel, mens han opsøger sine ofre, slagter dem og optager hele brutaliteten på video.

## Medvirkende
- Michael Rooker som Henry
- Tracy Arnold som Becky
- Tom Towles som Otis
- Mary Demas som Død kvinde
- Anne Bartoletti som Tjenerinde
- Elizabeth Kaden som Kvinde i dødt par
- Ted Kaden som Mand i dødt par
- Denise Sullivan som Flydende kvinde
- Monica Anne O'Malley som Offer i supermarked
- Erzsebet Sziky som Blaffer

## Efterfølger
En efterfølger, Henry: Portrait of a Serial Killer, del 2, blev udgivet i 1996. Filmen blev instrueret af Chuck Parrello og i hovedrollen ses Neil Giuntoli som Henry med Kate Walsh, Penelope Milford, Carri Levinson, og Daniel Allar i biroller.